# تاکایوشی آمما
تاکایوشی آمما (انگلیسی: Takayoshi Amma؛ زادهٔ ۲۳ مهٔ ۱۹۶۹) بازیکن فوتبال اهل ژاپن است.